# دهستان لامگونگ
دهستان لامگونگ (به لاتین: Lamgong Gewog) یک دهستان در کشور بوتان است که در ناحیهٔ پارو واقع شده‌است.